# Робертс, Грэм
Грэм Пол Робертс (англ. Graham Paul Roberts; род. 3 июля 1959 года в Саутгемптоне, Англия) — футболист и тренер, защитник, игравший и выигравший титулы с такими клубами как «Тоттенхэм Хотспур», «Рейнджерс» и «Челси». Шесть раз выходил на поле в составе английской сборной.

## Карьера игрока

### Ранняя карьера
Робертс родился в Саутгемптоне, где и начал заниматься футболом в структуре местного клуба с октября 1973 года. В марте 1977, Грэм провалил выпускной школьный экзамен, за что и был исключен из академии. В том же году он окончил обучение в «Портсмуте», и был продан футбольному клубу «Дорчестер Таун», а еще годом позже перешёл в стан соперников своего, уже бывшего клуба, «Уэймут». По окончании сезона, Робертса подписал «Тоттенхэм Хотспур» за £35000.

### Тоттенхэм Хотспур
Грэм Робертс был одним из тех, кто напрямую причастен к успеху северолондонской команды в первой половине 80-х годов. «Шпоры» выиграли два подряд финала Кубка Англии, а также Кубок УЕФА в 1984 году, где Робертс отметился забитым мячом в ответной встрече против «Андерлехта», а также успешно реализовал свою попытку в серии послематчевых одиннадцатиметровых.

### Рейнджерс
Грэм Робертс перешёл в «Рейнджерс» в 1986 году за £450000 и в том же сезоне стал чемпионом Шотландии, а в следующем — обладателем Кубка шотландской лиги. В «дерби Старой Фирмы» в первом круге чемпионата сезона 1987/1988, Грэм был вовлечен в скандал — его одноклубники, Терри Бутчер и Крис Вудс, игрок «Селтика» Фрэнк Макавенни, а нескольким позже и сам Робертс, были удалены за нарушение дисциплины и провокацию беспорядков. Позже, в суде, Робертсу и Макавенни был вынесен вердикт «не доказано», а Бутчер и Вудс были осуждены и оштрафованы. По ходу матча, заменяя удалённого Вудса на позиции голкипера, Робертс бы уличен в распевании вместе с фанатами «Рейнджерс» песни «The Sash», являющейся гимном лоялизма Ольстера — идеологии, исторически близкой движению фанатов «Джерс».

### Челси
Грэм был подписан лондонским клубом в августе 1988 года за £475000, где выиграл второй дивизион Футбольной лиги в сезоне 1988/89, а также получил премию игрока года «Челси».

### Вест Бромвич Альбион
В 1990-м перешёл в клуб из Вест Бромвича, где принял решение завершить карьеру футболиста и приступить к работе на тренерском поприще.

## Тренерская карьера
Робертс был главным тренером футбольного клуба «Энфилд» с 1992 по 1994 год. После короткой попытки возобновить карьеру футболиста в составе «Стивениджа», Грэм стал играющим тренером в «Йовил Таун», где пробыл с 1995 по 1998 год. Далее возглавлял «Чешем Юнайтед», «Хартфорд Таун», «Борэм Вуд» Despite leading the club to Division One title, he resigned from the post in July.. В сезоне 2002/2003, Робертс выиграл первый дивизион зоны «Юг» Истмийской лиги с клубом «Каршалтон Атлетик», после чего возглавил «Брейнтри Таун».
В июне 2005 года Робертс возглавил футбольный клуб «Клайд». На тот момент, у «Клайда» был заключен контракт всего лишь с тремя игроками, и новому тренеру пришлось проводить открытый кастинг для того, чтобы укомплектовать команду. Несмотря на все трудности, период его тренерской работы считается одним из самых успешных в новой истории клуба, так как им удалось выбить «Селтик» из розыгрыша Кубка Шотландии в январе 2006 года. А чуть ранее, «Клайд» чуть было не оставил за бортом Кубка шотландской лиги «Рейнджерс», забив им на «Айброкс» два мяча и уступив только в овертайме. Робертс был уволен из клуба в августе 2006-го за расистские заявления.Позже суд признает, что обвинения были «сильно преувеличены и, возможно, не соответствуют действительности», а также назначит компенсацию в размере £32000 за незаконное увольнение.
В сентябре 2010 года, Робертс был нанят федерацией футбола Пакистана в качестве консультанта при тренерском штабе сборной страны. Но уже на следующий месяц работы с Робертсом был заключен контракт, как с новым главным тренером сборной.
В январе 2011-го, Грэм Робертс был объявлен тренером сборной Непала. В марте 2012 года, он ушел в отставку со своего поста после поражения от Туркменистана со счётом 3:0 в розыгрыше Кубка вызова АФК.

## Награды

### В качестве игрока
Тоттенхэм Хотспур
- Кубок Англии по футболу: 1980/1981, 1981/1982
- Кубок УЕФА: 1983/1984

Рейнджерс
- Премьер-дивизион Футбольной лиги Шотландии:  1986/1987
- Кубок шотландской лиги: 1987/1988

Челси
- Второй дивизион Футбольной лиги:  1988/89